# Lånefjorden
Lånefjorden er en fjord på nordsiden af Sognefjorden i Balestrand kommune i Vestland fylke i Norge. Den er 3 kilometer lang og går mod nordøst til Låne og indgangen til Lånedalen. Fjorden har indløb mellem Kollangsneset og Kongsneset. Bortset fra Låne inderst i fjorden ligger gården Bolstad lige sydvest for Låne. Det går veje på begge sider af fjorden, på østsiden går fylkesvei 55, der ½ kilometer fra fjordbunden, på vestsiden, fortsætter gennem  Høyangertunnelen mod nordvest til Høyanger.
Fjorden er omgivet af høje fjelde og specielt østsiden er stejl. Her går fjordbredden næsten ret op til Skinnarnipi på 982 moh.. På vestsiden ligger bjerget Omnane. Denne side er ikke lige så stejl, men højere, med en højde på 1.121 moh. 